# (6905) Miyazaki
(6905) Miyazaki es un asteroide perteneciente al cinturón de asteroides, descubierto el 15 de octubre de 1990 por Kin Endate y el también astrónomo Kazuro Watanabe desde el Observatorio de Kitami, Hokkaidō, Japón.

## Designación y nombre
Designado provisionalmente como 1990 TW. Fue nombrado en honor a Isao Miyazaki (n. 1961), astrónomo aficionado reconocido por sus observaciones planetarias visuales, fotográficas y con CCD de alta calidad. Dirige la Sección Júpiter-Saturno de la Asociación Astronómica Oriental (OAA) desde 1989. Ha sido galardonado con el Premio I. Yamamoto (OAA), el Premio WH Steavenson (Asociación Astronómica Británica) y el Premio WH Haas (Asociación de Observadores Lunares y Planetarios).

## Características orbitales
Miyazaki está situado a una distancia media del Sol de 2,617 ua, pudiendo alejarse hasta 3,125 ua y acercarse hasta 2,110 ua. Su excentricidad es 0,194 y la inclinación orbital 13,441 grados. Emplea 1546,67 días en completar una órbita alrededor del Sol.
Pertenece a la familia de asteroides de (15) Eunomia.

## Características físicas
La magnitud absoluta de Miyazaki es 11,86. Tiene 13,275 km de diámetro y su albedo se estima en 0,221.